# Cecilia Porras
Cecilia Porras (Cartagena de Indias, Bolívar, 20 de octubre de 1920-Bogotá, 22 de diciembre de 1971) fue una pintora colombiana reconocida en las artes plásticas por introducir nuevos lenguajes vanguardistas en Colombia.

## Biografía
Cecilia Porras nació el 20 de octubre de 1920 en una casa en el barrio Manga en la ciudad de Cartagena, estudió en el Colegio La Presentación, años más tarde comenzó a pintar de manera autodidacta, sus principales pinturas eran esencialmente figurativas y respondían a paisajes caribeños como a reproducciones de obras clásicas relacionadas con la técnica y formas de construir imágenes que surgen en este período artístico, introduciendo una serie de conceptos de imitación heredados del tradicionalismo en las artes. En el año de 1948 comienza sus estudios en La Escuela de Bellas Artes de la Universidad Nacional de Colombia. 
Porras participó en el grupo de artistas e intelectuales que frecuentaba la Fundación La Cueva en la ciudad de Barranquilla. 
Su obra se caracteriza por retratar la luz y las formas, los colores de la Región Caribe en exploraciones figurativas y abstractas. 
Diseñó la primera portada de la edición número uno de La hojarasca, del escritor Gabriel García Márquez e ilustró el libro Todos estamos a la espera del escritor Álvaro Cepeda Samudio. 
Fue la diseñadora de vestuario de la película La langosta azul dirigida por Enrique Grau, Luis Vicens, Gabriel García Márquez y Álvaro Cepeda Samudio.
Porras se destacó en el ámbito plástico de las artes, en donde fue precursora en la transformación de los roles de género en la Región Caribe y una de las primeras artistas colombianas que incursionaron en el arte moderno.
A pesar de haber estudiado en Bogotá, siempre creó pintorescos paisajes de la Cartagena de la época. En sus inicios su obra contaba con un carácter costumbrista y retratista.
En sus primeros años de inicio en el arte se le atribuyó un desconocimiento de la técnica, precisamente por la precariedad y la falta de maestros en su ciudad natal, también fue evidente la ingenuidad con la que aborda sus primeras pinturas. Sus primeros acercamientos artísticos a la imagen se dan a través de obras artísticas occidentales, en las que muestra un interés por la representación, los retratos y los hechos históricos, sin embargo, existe una inclinación por el paisaje urbano de la Región Caribe, presente a lo largo de su trayectoria y su madurez artística.

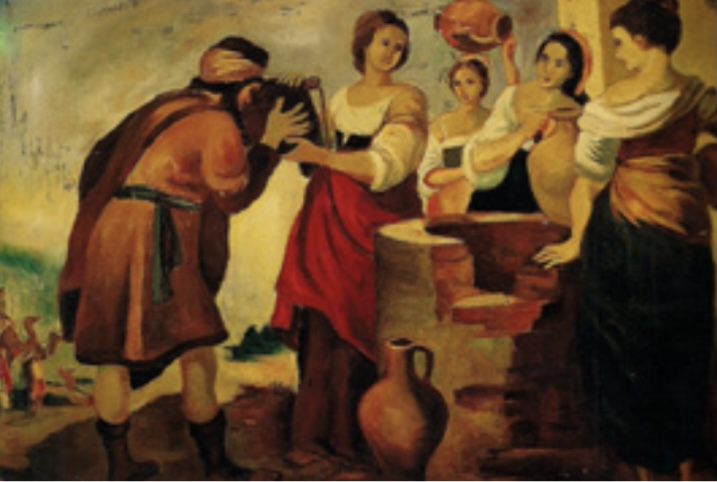
Cecilia Porras, Rebeca y Eliezer s.p. Óleo sobre lienzo 83x120cm

Porras se caracterizó por su rebeldía frente a las normas y modales femeninos, que hicieron eco en su obra artística y en su vida personal como en la forma en la que se relacionaba con sus pares y su propia construcción de familia.
Su trabajo aborda una figuración particular y desde el objeto, no como centro de representación, sino como excusa para la exploración de nuevos lenguajes, la reivindicación de planos, formas geométricas y líneas para redefinir estructuras del paisaje. dentro de sus licencias de representación termina con su periodo de imitación como objetivo central de sus obras.

## Contexto
En La Bogotá de mediados del siglo XX, fue de gran relevancia la participación de diferentes artistas regionales en los procesos modernistas y desconsolidación del campo artístico tradicional. Cecilia Porras jugó un papel importante en el arte nacional, por su participación en la escena artística de la época en Colombia a mediados del siglo pasado.
Porras, fue una mujer y artista que generó rupturas en los campos sociales que atravesaba la Colombia del siglo XX. Cambios, que permitieron plantear nuevas enunciaciones para la mujer en la sociedad cartagenera.
En este periodo tuvieron visibilidad, las luchas y tensiones, no sólo entre costumbres, también entre las estructuras tradicionales y aquellos impulsos modernizadores en las denominadas “culturas locales”.
La ciudad de Cartagena, como muchas otras de la denominada “provincia” en el país, relegaba el arte al carácter de pasatiempo y no de profesión para las damas de la sociedad, la precariedad en la educación de los artistas, demuestra por qué los espacios para el desarrollo de las artes y la cultura se consideraban reducidos, pues no existían las condiciones de medio para su amplio desarrollo.
En medio de este contexto para la escena del arte regional en Colombia, surge una generación de artistas que actúan en varios escenarios, el primero se ve enfocado en los lenguajes plásticos modernos y en el aporte fundamental a la consolidación del campo artístico nacional, el segundo actúa en su sociedad de origen, en el intento por transformar o abrir una escena artística afianzada en búsqueda de la modernización del arte en la región, un arte comprometido que busca la vindicación y en contra de la fragilidad institucional a favor de la resistencia, respondiendo por medio de luchas simbólicas en un territorio en el que prevalecían organismos culturales partidarios de la tradición donde estaba previamente establecida una fuerte hegemonía en las instituciones manejadas por el sector cultural.
Durante la década de los cincuenta en Colombia empieza a ser reconocido e importante el rol de la mujer en el panorama artístico, junto a los artistas de renombre del momento aparecen nombres de mujeres como Judith Márquez, Lucy Tejeda y Cecilia Porras, quienes expusieron junto a sus colegas en muestras colectivas, en las que existieron intercambios profesionales más horizontales entre hombres y mujeres. En simultáneo comienza a existir una fuerte presencia de la mujer en actividades como, la curaduría, la crítica, la docencia, la organización de exposiciones y otros movimientos vinculados al campo de las artes, es así como las mujeres empiezan a tener una presencia en el ámbito cultural.
Además, fue una de las pocas mujeres de la generación de artistas plásticos caribeños del siglo XX. Demostrando el porqué la inserción de la mujer en el panorama artístico, no solo era necesaria, sino determinante, haciendo visible la precisión categórica en los procesos de modernización en Colombia.
El Grupo Barranquilla representó para ella un espacio de reafirmación, un escenario privilegiado que le permitió obtener una formación más amplia y abierta. Involucrándose en su papel de artista, tomando partido por las fuerzas del liberalismo al mismo tiempo que de ideas liberales que la acompañaron y expandieron sus posibilidades de acción en la pintura como territorio fértil para reformularse a sí misma.
Porras entra al Grupo Barranquilla como pintora y busca su permanencia por sí misma lo que representa un corte fundamental, un quiebre con el imaginario de lo femenino dentro de un marco social en un medio en el que las mujeres no debían  destacarse y de lograrlo, siempre se veían relegadas a obtener distinción por medio del hombre. Su apuesta personal busca la configuración de un nombre propio sin acudir a discursos altruistas. 
Con todos los cambios y las nuevas aperturas al campo artístico y cultural del país Porras junto con sus colegas de la costa Caribe hacen un aporte en el nuevo proceso de redefinición en el arte en Colombia, si bien la generación de artistas pasada había hecho grandes contribuciones en este campo, los años cincuenta se consideran un periodo determinante para la consolidación del arte moderno en el país. 
La frecuente asistencia de Porras a lugares compuestos fundamentalmente conformados por hombres, son indicadores de subversión y rebeldía por parte de la artista frente a los códigos sociales costumbristas de la época. Haciendo explícitos los elementos de modernización social referentes al papel que desempeñaba la mujer en este período y sus comportamientos.
Vale la pena aclarar que las mujeres de esta época; blancas pertenecientes, a la clase alta y la región Caribe colombiana, no tenían aspiración de ser profesionales o asistir a la universidad, tampoco ejercían oficio alguno; su tarea fundamental era la maternidad, el cuidado, los eventos sociales o la ayuda a causas de orden filantrópico.

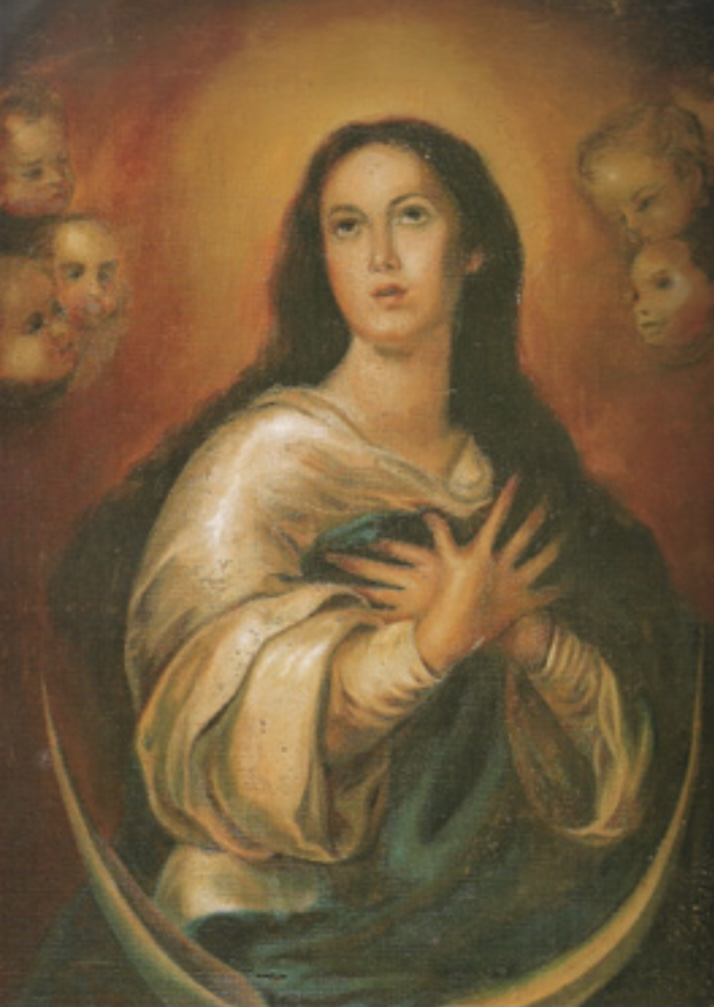
Cecilia Porras, la inmaculada Concepción s.f. Óleo sobre cartón. 93x47cm

Entre los prejuicios sociales sobre el arte en su tiempo, Porras iniciaría la búsqueda de un estilo auténtico. Vivió su vida acorde a los valores modernos de un período de tiempo en la que primaban la tradición, los valores conferidos a la institución de la familia y las costumbres.
Poco a poco fue ilustrándose acerca del arte moderno, con el acercamiento a obras occidentales vanguardistas sin perder de vista la idea de que el arte podía ser un campo fértil y la expresión legítima de que los sentires del artista eran el reflejo de las circunstancias que atravesaba, es en ese momento cuando Porras empieza a hacer variaciones determinantes y nuevas interpretaciones en sus oficios. 
En el año de 1948 viaja a Bogotá profesionalizando y ejerciendo su oficio con el fin de abrirse campo como artista en una sociedad conservadora donde la mujer no contaba con el privilegio de la visibilidad.
En ella recae uno de los primeros intentos de la pintura femenina en Colombia basada en promover la intimidad y sensibilidad, para exponerlas en su obra. Deja de lado la representación tradicional de paisajes, rostros, objetos y formas haciendo una lectura personal, un acercamiento de su percepción al entorno que habita.
Sus lienzos retoman los temas pictóricos femeninos; paisaje, retrato, bodegones y flores. Colores brillantes y llamativos. Reclamaba el lienzo como territorio de afirmación del lenguaje íntimo.
Fue una de las primeras mujeres en Colombia en vestir traje de baño de dos piezas, mochila Arhuaca y diseñó trajes y disfraces que incluso vestía en eventos sociales y en su cotidianidad.
Su comportamiento tenía una lectura de resignificación en tanto a sus escasas opciones como mujer de la época y al mismo tiempo la reapropiación de su autonomía ejerciendo el dominio de su cuerpo.
Su rebeldía logra separar la de aquellos compromisos sociales que se le exigía, deja depender de su padre, de su familia, de un posible marido; generando la posibilidad de un nuevo tipo de afirmación para las mujeres de su época y entorno.

## Trayectoria
En 1945, participó en el primer salón de artistas costeños en Barranquilla, un grupo de artistas consagrados que se consolida en el mismo año, más conocido como grupo Barranquilla, el cual cuestionaba las herencias premodernas, luchaba desde el arte, la crónica, la literatura y el cine introduciendo elementos disidentes en sus búsquedas artísticas, en propósito de generar una conexión real con los diferentes movimientos modernistas del arte en el siglo XX, que se estaban gestando y consolidando alrededor del mundo. El grupo Barranquilla del cual Porras hacía parte, mostraba un claro interés por distinguir su propio campo de acción cultural y así mismo legitimarlo.

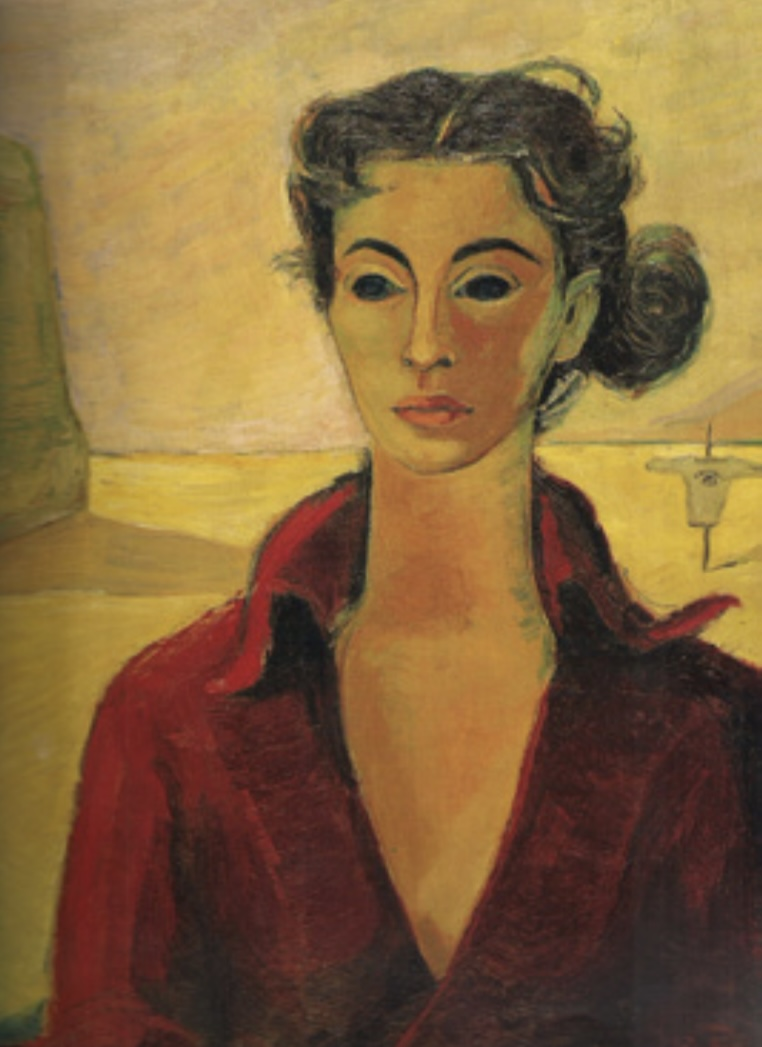
Cecilia Porras 1954. Óleo sobre lienzo, 75x54cm

Para el año de 1948, Cecilia Porras toma la decisión de salir de Cartagena, una salida simbólica que representó su libertad. Estudió pintura en la Escuela de Bellas Artes de la Universidad Nacional de Colombia, la posibilidad de llevar a cabo su carrera profesional abre el universo de la experimentación para la artista. 
Desde 1948 hasta 1957 Porras se consolida como artista en Colombia, esto es fundamental, debido a que se abre paso a ser una mujer en el arte con influencia, destacada en una nueva generación de artistas, la cual se afianza en algunos de los subcampos en el arte, como lo es la crítica cuando en la escena nacional aparecen nuevos personajes que sin duda tendrán una visión más seria e informada sobre cómo hacer crítica en el arte, en su mayoría extranjeros. 
Se empiezan a generar nuevas dinámicas en cuanto la organización de exposiciones y la apertura del mercado artístico, junto con la fundación de galerías como; Leo Matiz, El Callejón y El Caballito. 
Paralelamente empieza a surgir el nacimiento de nuevos museos y salas de exposición como lo es el Museo de Arte Moderno (MAMBO) en Bogotá y las salas de exhibición de la Biblioteca Luis Ángel Arango.
En 1955, Cecilia Porras hace su primera exhibición individual, en la Galería el Callejón en Bogotá, esta exposición tuvo una gran acogida por la crítica. Dicha muestra le vale su lugar en la vanguardia artística nacional y a partir de ello comienza a exponer su obra en diferentes galerías y museos; en exposiciones individuales y colectivas. 
Para el momento la artista ya había obtenido reconocimiento en el circuito artístico luchando en contra de los prejuicios costumbristas de la época, contra la frialdad, la indiferencia y el regionalismo, siendo una artista independiente que trataba temas pintorescos y locales en su obra. 
Entre los años de 1957 y 1958 Porras se consolida como artista, encontrando su camino en el área plástica y en su profunda necesidad de hacer presente en su obra sus sentimientos. 

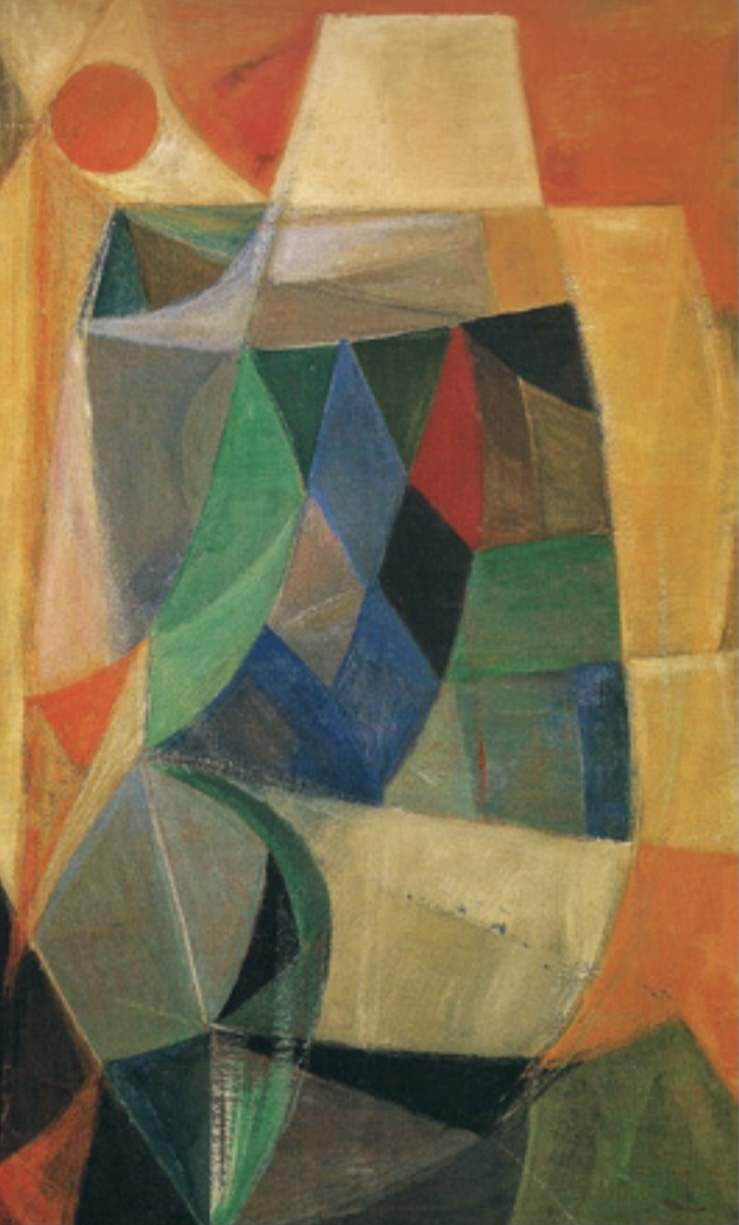
Cecilia Porras, paisaje 1958. Óleo sobre lienzo. 88cmx55cm

Su obra el paisaje de 1958 es una muestra de la construcción del espacio plástico que cuenta con superposiciones de planos con el color como protagonista de la obra haciendo evidente su preocupación por la luminosidad, la figuración precisa, el juego geométrico siempre presente en sus pinturas. 

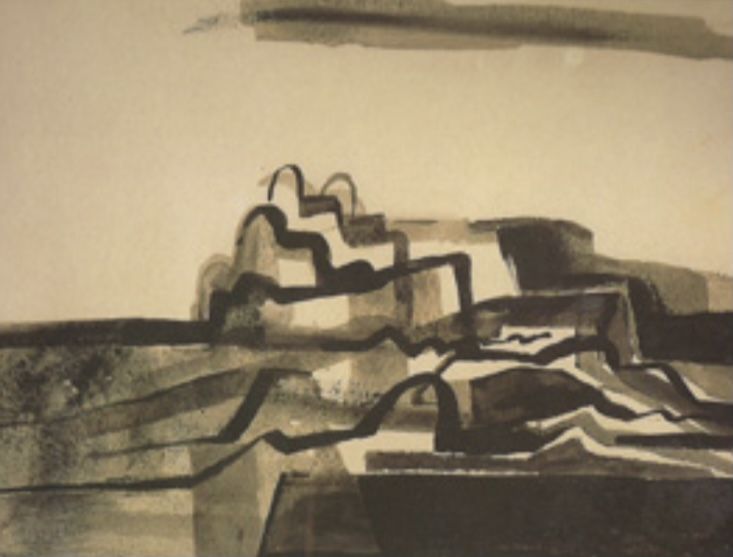
Cecilia Porras. Castillo de San Felipe, 1967. Témpera sobre cartón 30x40cm

A medida que Porras definía sus lenguajes plásticos, que irrumpían emancipándola  de su período inicial fue consolidando nuevos espacios de legitimación y participación en el campo artístico, lo que le permitió desempeñarse en diferentes áreas como ilustradora, docente y artista, además de exponer y estar en vehemente contacto con otros compañeros en el arte, participando de proyectos colectivos e individuales lo que la llevó a tener mayor reconocimiento en la crítica.

## Exposiciones individuales
- 1948 Café Londres (Cartagena)
- 1952 Teatro Metropol (Cartagena)
- 1955 Galería El Callejón (Bogotá)
- 1963 Biblioteca Nacional (Bogotá)
- 1964 Galería El Parque (Bogotá)
- 1970 Galería Belarca (Bogotá)
- 2019 museo de arte moderno (Cartagena).[2]

## Exposiciones colectivas
- 1945 Salón de Artistas Costeños
- 1953 Salón de Artistas Costeños
- 1955 III Bienal de Arte Hispanoamericano (Barcelona)
- 1955  III Feria Internacional (Bogotá)
- 1956 I Bienal de Arte Gulf Caribbean (Houston)
- 1956 salón de tendencias actuales organizado por el Instituto colombiano de cultura hispánica.
- 1958 15 Pinturas de la Biblioteca Luis Ángel Arango (Bogotá)
- 1956 XI Salón de Artistas Colombianos (Bogotá)
- 1960 exposición tres pintoras colombianas (Washington)
- 1963 Exposición el siglo XX y la pintura en Colombia museo nacional (Bogotá)
- 1965 Exposición Famosos Pintores Galería de Arte Sears (Bogotá)
- 1967 exposición de pintura grancolombiana (Madrid)[2]

## Obras destacadas
- Autorretrato
- La blusa roja
- Ángel colgando en la noche
- la Torreblanca
- Ilustración libro Todos estamos a la espera
- Portada primera edición la hojarasca
- Diseño de vestuario película la langosta azul.[2]

## Premios y reconocimientos
- 1945 mención de honor en el salón de artistas de la costa.
- 1953 segundo premio en el salón de artistas de la costa.
- 1955 mención honorífica en el primer concurso nacional de pintura en Barranquilla.
- 1955 premio en la tercera bienal de arte hispanoamericano de Barcelona.
- 1958 tercer premio en el sexto salón de arte colombiano.[2]

## Línea del tiempo
- 1920 nace en Cartagena.
- 1945 obtiene una mención de honor en el salón de artistas costeños por su obra autorretrato.
- 1948 realiza su primera exposición individual en café Londres en Cartagena.
- 1948 empieza estudiar en la Universidad nacional de Colombia.
- 1950 hace su exposición individual en Medellín.
- 1952 expone en el teatro Metropol de Cartagena.
- 1954 inicia sus actividades como ilustradora en el periódico del observador.
- 1954 participa en la realización de la película la langosta azul.
- 1955 Llevó a cabo la ilustración del libro Todos estamos a la espera de Álvaro Cepeda Samudio.
- 1955 hace la portada de la primera edición de la hojarasca de Gabriel García Márquez.
- 1955 obtiene una mención de honor en el primer concurso nacional de pintura en Bogotá.
- 1955 realizó su primera muestra individual en la galería el callejón.
- 1955 obtiene el premio en la tercera bienal de arte hispanoamericano en Barcelona.
- 1956 participa en la primera bienal de arte gulf caribbean en Houston.
- 1957 profesora de bellas artes de la facultad de arquitectura de la Universidad nacional de Colombia por dos años.
- 1959 exposición 15 pinturas biblioteca Luis ángel Arango.
- 1959 profesora de la escuela de bellas artes de Cartagena.
- 1963 participa en la exposición 23 pinturas colombianas en la sucursal de Cúcuta del banco de la República.
- 1964 realiza la exposición témperas en la galería del parque en Bogotá.
- 1970 exposición individual Galería Belarca.
- 1971 muere en Cartagena.[2]